# Clan Kikuchi

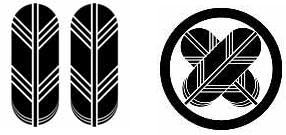
Kamon du clan Kikuchi.

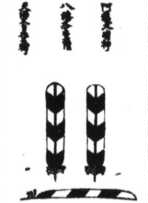
Un des premiers exemples de mon d'après le dessin d'une plume apparaît sur ce hata-jirushi blanc de la famille Kikuchi.

Carte des anciennes provinces japonaises sur laquelle est signalée Higo.

Le clan Kikuchi (菊池氏, Kikuchi-shi) de la province de Higo est une puissante famille de daimyos de Higo, Kyūshū. La lignée Kikuchi est renommée pour ses courageux services consacrés à la défense de l'empereur et à son opposition aux envahisseurs étrangers. Le clan se distingue pour la première fois en 1009 lors de l'invasion du nord de Kyūshū par les Jurchens. La famille se fait connaître lors de l'invasion mongole du Japon en 1281, quand l'héroïsme de Kikuchi Takefusa permet de repousser l'ennemi. La famille est également active durant la restauration de Kenmu (1333-1336), tentative de l'empereur Go-Daigo de réaffirmer l'autorité impériale face au shogunat Kamakura.
Le clan descend du clan Fujiwara. Ce point est cependant discuté car une statue de Bouddha d'origine baekje trouvée sur leur site d'origine est du même type qu'une statue de Bouddha appartenant au clan Kikuchi et comme la statue a été faite avant que n'existe le clan Fujiwara, il est possible que le clan Kikuchi soit plus ancien que le clan Fugiwara. Le généalogiste japonais, Suzuki Matoshi, soutient que le clan est originaire de Baekje tandis qu'Oota Akira, historien japonais, pense que le clan est issu du clan Ki. De nombreux guerriers renommés proviennent de cette famille tels que Kikuchi Takanao, Kikuchi Takefusa qui arrête les Mongols lors des Invasions mongoles du Japon, Kikuchi Taketoki et Kikuchi Takemitsu. Leurs histoires font partie des plus pittoresques histoires du Japon. Avec les Ōtomo, les Ōuchi, les Shōni et les Shimazu, ils ont écrit l'histoire de l'île de Kyūshū.
Le clan Kikuchi est dépossédé de son pouvoir sur Higo quand le clan Ōuchi s'empare de Kyūshū. De nombreux membres du clan disparaissent, soit en déménageant, soit en se mélangeant à d'autres familles. Un descendant notable des Kikuchi est Hayashi Narinaga, général pour Toyotomi Hideyoshi et Mōri Motonari.

## Histoire

### Époque de Heian(794-1185)

#### Kikuchi Noritaka

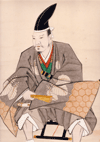
Kikuchi Noritaka, fondateur du clan Kikuchi.

Noritaka est le premier à prendre le nom « Kikuchi ». Il est employé dans le gouvernement Daizaifu où il occupe une haute fonction. Quand Fujiwara no Takaie retourne à Kyoto, il se retire en 1070, (2e année du règne de l'ère Enkyū) et se fait construire à Kikuchi-gun une villa où il réside jusqu'à sa mort, bâtiment dont les restes sont encore visibles de nos jours. En 1071, (3e année du règne de l'empereur Enkyū, il devient gouverneur du district de Kikuchi dans la province de Higo où il établit une jōkamachi (ville-château) avec des obligés. Il existe encore maintenant une ville appelée Kikuchi dans la préfecture de Kumamoto.
Le père de Noritaka s'appelle Masanori (政則) et travaille pour le clan Fujiwara. Les généalogistes ont cru par erreur qu'il s'appelait Fujiwara Masanori. De nouvelles découvertes indiquent qu'il travaille pour les Fujiwara mais qu'il ne fait pas partie de la famille. Masanori est récompensé d'un katana, épée de samouraï, pour ses états de service en temps de guerre. « Le 3 avril 1022, il est inscrit que Masanori est nommé gouverneur de Tsushima comme récompense pour le service contre les envahisseurs Toi. Après l'établissement du titre, son nom est changé en Tsushima-no-Kami Kuranori. (Shōyūki, Jian 2/4/3). »
Le grand-père de Noritaka et père de Masanori s'appelle Chikanori (親則) et travaille pour Fujiwara no Takaie (藤原 隆家) (979-1044).

#### Kikuchi Takanao (?-1185)

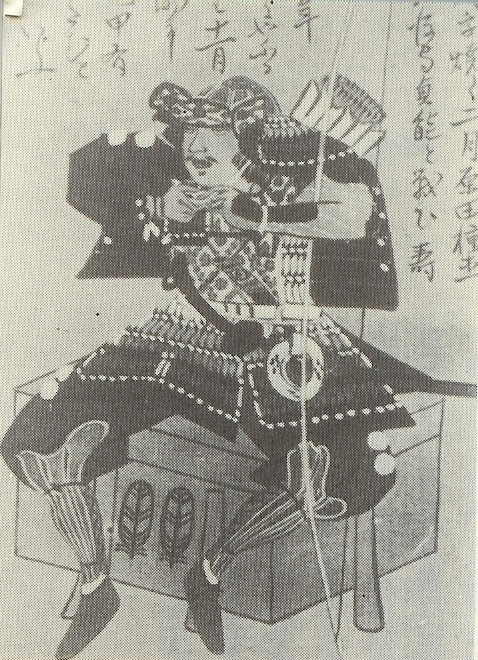
Kikuchi Takanao assis avec son mon.

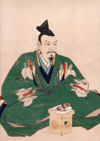
Kikuchi Takanao.

Aussi connu sous les noms « Kikuchi Higo-Gon-no-Kami Takanao » et « Kikuchi no Jirō Takanao ».
Quand Kikuchi Takanao se range du côté de Minamoto no Yoritomo et commence à lever des troupes dans Kyūshū en 1180 au début de la guerre de Gempei, Taira no Sadayoshi va à sa rencontre et le défait. Kikuchi Takanao participe à la bataille de Dan-no-ura. Peu après la bataille cette même année, il est livré à Minamoto Yoshitsune par son seigneur Ogata no Saburo Koreyoshi. Il est amené sur les berges de la Rokujo et décapité.

« Un de vos obligés, Kikuchi no Jiro Takanao, est mon ennemi depuis des années, […] vous pouvez compter sur moi si vous souhaitez le livrer pour qu'il soit exécuté. »

— Minamoto Yoshitsune

« À la fin du XIIe siècle, des événements dans la partie est du Japon amènent la création du premier gouvernement militaire du pays, le shogunat de Kamakura, qui fonctionne de conserve avec l'ancienne institution impériale, du moins lors de la phase initiale de mise en place. Le contexte guerrier entourant l'apparition de ce nouveau régime voit le clan Kikuchi se transformer en une puissante ligue de guerriers appelée bushidan. En 1181 ou 1182, leur chef Kikuchi Takanao, s'allie à Ogata no Saburo Koreyoshi de la province de Bungo, un autre important guerrier local, en rébellion contre le clan Taira, ce qui fait du Bushinan des alliés de facto de Minamoto Yoritomo, le fondateur du Bakufu. Cette révolte est cependant écrasée par Haruda Tanenao. Mais alors que les combats se terminent et que la bonne étoile des Taira s'éclipse, les Kikuchi choisissent traitreusement de s'allier à leurs anciens ennemis et avec les guerriers Kyūshū les plus importants, dont les Haruda, les Yamaga et les Itai, subissent une écrasante défaite face au Bakufu à présent triomphant. La bataille se déroule à Dannoura, au large des côtes de Kyūshū et voit l'émergence de Minamoto Yoritomo comme l'indiscutable chef militaire du Japon. Ses forces proviennent largement de l'est tandis que jusqu'aux derniers moments, les Taira s'en remettent presque exclusivement à des guerriers de Kyūshū. Le nouveau régime militaire est donc résolument favorable à l'est et contre l'ouest, une situation qui aura de profondes conséquences pour l'avenir de l'île. »

### Époque de Kamakura (1185-1333) et Époque de Muromachi (1336-1573)

#### Kikuchi Yoshitaka (années 1200)
Yoshitaka est l'arrière-petit-fils de Takanao. Durant la guerre de Gempei, il combat avec les Heike et bien que ceux-ci se retrouvent du côté des perdants, le Genji leur permet de conserver leurs terres. Durant la bataille de Shokyu no ran en 1221, Kikuchi Yoshitaka envoie deux de ses oncles à Kyoto. Ils suivent l'empereur retiré Gotobajoko, ce qui déplaît au shogunat de Kamakura. Pour cette raison, le territoire des Kikuchi s'en trouve agrandi.

#### Kikuchi Takefusa (1245-26 mars 1285)

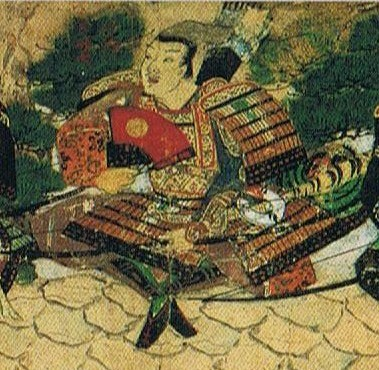
Kikuchi Takefusa assis sur un mur à la baie de Hakata, attendant le débarquement de la flotte mongole.

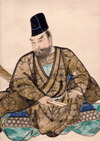
Kikuchi Takefusa.

Connu aussi sous le nom « Kikuchi Jirō Takefusa ».
Takefusa est le deuxième fils de Takayasu et le petit-fils de Yoshitaka. Durant la première invasion mongole (Bunye) en 1274, il combat avec son frère Aritaka et en est récompensé. La famille se fait connaître lors de la deuxième invasion mongole en 1281, quand l'héroïsme de Kikuchi Takefusa (1245-1285) permet de repousser l'ennemi. Les forces mongoles qui débarquent à Momochi se divisent en deux groupes, attaqués par Kikuchi Takefusa à Akasaka. Le groupe le plus important se retire sur la colline de Sohara et le plus petit groupe dans la plaine de Tukahara à Befu. Les forces mongoles installent leur camp dans la plaine de Sohara. Celle-ci comporte une colline d'une hauteur de 30 m et dispose d'une bonne vue sur les rues de la ville de Fukuoka. À cet endroit se trouve de nos jours le parc Soharakouen qui comporte en son centre un monument en pierre rappelant les batailles de l'invasion mongole. Takefusa se fait connaître par les têtes des ennemis qu'il rapporte. Il meurt à l'âge de 41 ans.

#### Kikuchi Tokitaka (1287-1304)
Aussi connu sous le nom « Kikuchi Jirō Tokitaka ».
Il est le premier fils et l'héritier de Kikuchi Takamori, petit-fils de Kikuchi Takefusa. Comme il meurt très jeune, à l'âge de 17 ans, Kikuchi Taketoki, son jeune frère et deuxième fils de Takamori, devient le nouveau chef de famille.

#### Kikuchi Taketoki (1292-27 avril 1333)

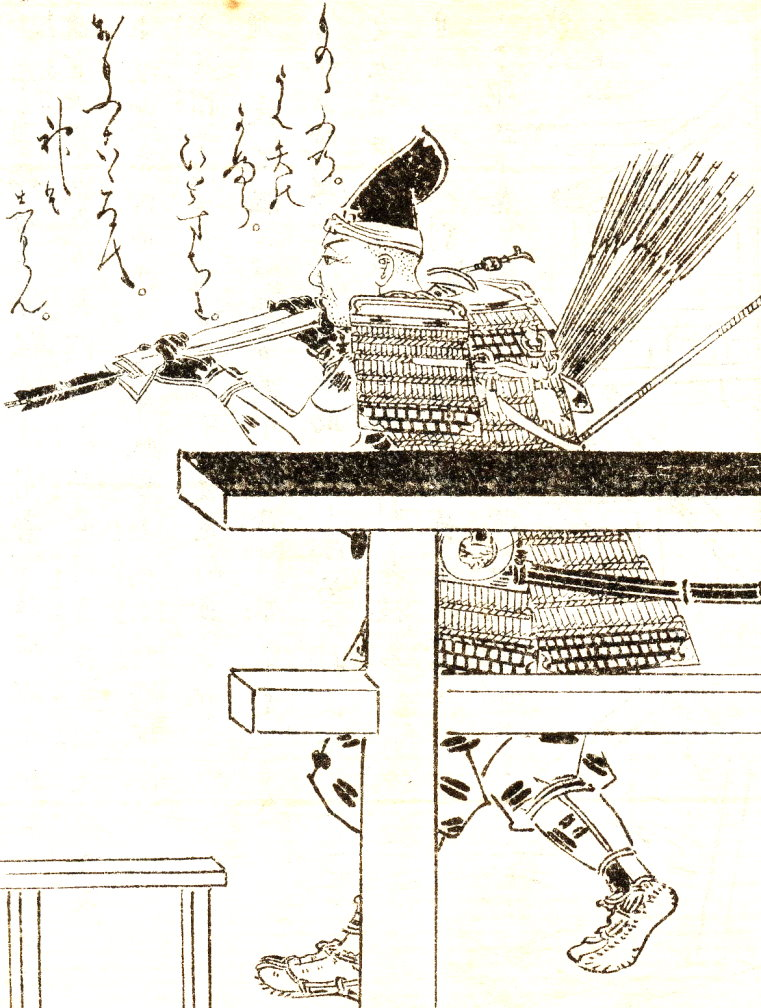
Kikuchi Taketoki dessiné par Kikuchi Yosai,

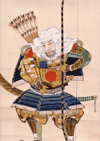
Kikuchi Taketoki.

Aussi connu sous le nom de « Kikuchi Ikejirō nyudō Jakua » (Taketoki).
Taketoki est le douzième chef de famille du clan Kikuchi. Deuxième fils de Kikuchi Takamori, il est le frère cadet de Kikuchi Tokitaka qui est l'ainé. Son nom d'enfant est Shoryumaru mais, au cours de sa vie, il utilise également le nom « Jakua ». Takamori, son père, meurt avant Takefusa, son grand-père. Takenori, le frère de Takamori, et Tokitaka, le frère de Taketoki, se combattent mutuellement pour accéder au pouvoir et tous deux en meurent, ce qui a pour conséquence que Taketoki devient chef du clan. Il a 12 enfants en tout. En 1333, l'empereur Go-Daigo demande à Taketoki de l'aider. Celui-ci est le premier homme de Go-Daigo et en est récompensé. Il réunit une forte armée à Kyūshū et prépare l'attaque contre Hojo Hidetoki (Akahashi Hidetoki) mais il est devancé dans ses plans et se trouve attaqué le premier.
Taketoki est un habile samouraï et Hojo Hidetoki ne le sous-estime pas. Le renfort attendu d'Otomo Uji ne parvient pas à Taketoki qui meurt à 42 ans, au cours de la bataille, ainsi que son fils Yoritaka. Taketoki est enterré à Fukuoka, sa tête dans une tombe, son corps dans une autre. Le sanctuaire Kikuchi dans la ville de Kikuchi est érigé en son honneur.
Après cet événement, un mouvement se lève pour renverser Hojo Hidetoki. Le suivant en ligne de Taketoki est Takeshige. Il est capturé avec ses fils et décapité. Leurs ennemis se servent de leurs têtes pour des exercices de tirs à l'arc.
Extrait du Hakata nikki :

« Ainsi les têtes de Kikuchi nyudo, de son fils Saburo, celle de Kakusho le frère cadet de Jakua et les wakato[Quoi ?] sont-elles suspendues à l'endroit où les guerriers pratiquent le tir aux chiens du haut de leurs chevaux. Les têtes de Jakua, de Saburo et de Kakushosont sont exposées séparément. Le soir elles sont descendues et placées dans la résidence où elles restent pendant une dizaine de jours. Puis elles sont clouées sur une planche et un écrit indique qu'il s'agit des têtes des rebelles Kikuchi Taro nyuda Jakua, de son fils Saburo et de Jiro Saburo nyudo Kakusho, le jeune frère de Jakua. »

Mon foyer ancestral,

attendras-tu

qu'un homme sache

si cette nuit

sera sa dernière ?

#### Kikuchi Takeshige (1307-1338)

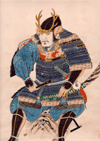
Kikuchi Takeshige.

Il est le fils ainé de Taketoki. Quand son père attaque les Hojo, les Shoni et les Otomo le trahissent et le tuent. Takeshige rentre au château et se fait remettre Higo par l'empereur Go-Daigo que son père a suivi. En 1335, Ashikaga Takauji attaque Go-Daigo. Takeshige se rend alors avec son frère Takeyasu auprès de Nitta Yoshitada pour lutter contre les Ashikaga. Ceux-ci échouent et retournent à Kyoto. Plus tard, Takauji revient à Kyūshū et capture Takeshige mais le laisse aller. En 1337, il combat de nouveau les armées du Nord mais il meurt en 1338 et son frère cadet prend la tête du clan.

#### Kikuchi Takehito (1321-1401)
Après la mort de Takeshige, le fils ainé de Taketoki, Takhito devient le nouveau chef du clan. Il a plusieurs autres frères plus âgés mais il est le seul à être né de l'épouse principale. C'est un chef faible aussi ses frères ainés Takeshige et Toketoshi l'aident-ils à diriger le clan. Les Kikuchi sont attaqués par les Otomo et il n'est pas capable de gérer la situation militaire. Son frère ainé Takemitsu finit par l'évincer et prend le contrôle du clan. Takehito se fait alors prêtre et meurt âgé.

#### Kikuchi Taketoshi (?-1341)

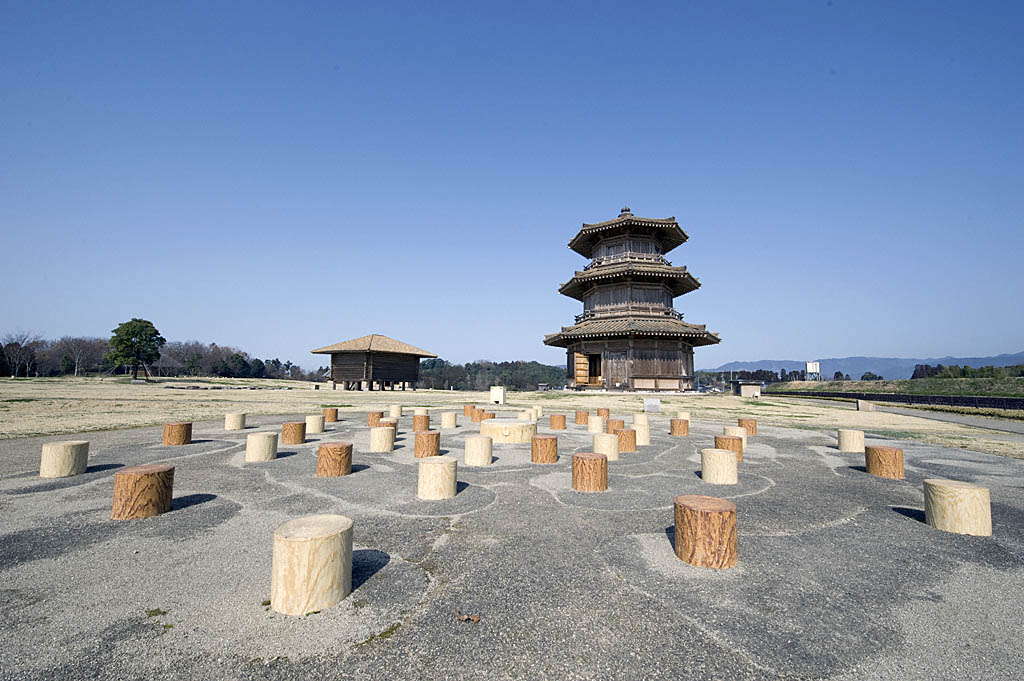
Constituées d'une série de bâtiments et de tours de guet disposés sur une colline avec une vue dominant toute la zone environnante, les ruines du château de Kikuchi (XIVe siècle), siège du clan Kikuchi, sont actuellement en restauration.

Il est le huitième fils de Taketoki et le frère ainé de Kikuchi Takemitsu.

« Taketoshi se bat contre les Ashikaga et la cour du Nord en tant que frère et père. Taketoshi apporte son soutien à Nitta qui est à l'est mais son jeune frère, avec d'autres chefs de Kyūshū, reste sur le qui-vive à Higo, où la famille Kikuchi a sa place forte. Aussi Takauji doit compter avec un groupe influent dont des hommes prometteurs tels que Aso, Mihara et Kuroki qui veulent d'abord vérifier ses progrès à Kyūshū. À cet effet, ils entrent dans Higo quelques jours avant que Takauji ne traverse les détroits.
Au début du mois d'avril, Taketoshi attaque la place forte des Shoni à Dazaifu dans la province de Chikuzen. Il réussit à réduire le fort et à faire fuir Shoni Sadatsune qui prend position dans les collines avoisinantes mais est finalement complètement battu et se suicide avec plusieurs des siens. »

À la bataille de Tatarahama (avril 1336), Kyūshū tombe aux mains de la cour impériale du Nord.
Au début de 1336, un certain nombre de clans de Kyūshū, anticipant les mouvements des armées du shogun contre eux, s'efforcent de s'unir pour leur présenter une formidable résistance. Un certain nombre d'escarmouches se produisent dans l'île avec les clans loyaux au shogun, dont le siège de Dazaifu au cours duquel la place forte du clan Shōni est prise ; Shōni Sadatsune s'enfuit mais est défait peu après et se suicide avec quelques-uns de ses obligés.
Le shogun Ashikaga Takauji, arrivant à Munakata — qui est peu éloigné — à ce même moment du début avril, est informé du siège de Dazaifu et de la mort de Shōni Sadatsune. Après avoir réuni des forces, il quitte Munakata le 15 avril pour rejoindre Tatarahama distant de 24 km où il rencontre l'armée opposée constituée essentiellement de guerriers des clans Kikuchi, Aso, Mihara et Kuroki sous le commandement de Kikuchi Taketoshi.
La chronique militaire Baishō-ron décrit Tatarahama comme « un tronçon de plus de 5 km d'estran à sec, traversé à l'extrémité sud par un petit ruisseau. L'enceinte du sanctuaire Hakozaki Hachiman se compose d'environ 13 km2 de forêt de pins. Au sud se trouve la ville de Hakata ».
À la fin de la bataille, les forces du clan Kikuchi ont été pourchassées par Ashikaga Tadayoshi jusqu'à Dazaifu où elles se sont dispersées dans les collines. Les commandants des clans Aso et Akizuki se suicident tandis que d'autres commandants se rendent simplement.
Takauji récompense ses commandants pour leur courage et leurs services et pardonne à ses adversaires et à plusieurs camps qui n'ont pas participé à la bataille et se joignent à lui par la suite. De cette façon, Kyūshū s'unit sous le pouvoir du shogunat et de la cour impériale du Nord.

#### Kikuchi Takemitsu (1319-1373)
Takemitsu est le neuvième fils de Taketoki et continue de se battre pour l’empereur comme l'a fait son père. Il est un des généraux de l'ère Nanbokucho combattant aux côtés de l'empereur avec le prince Kanenaga (懐良親王) (1326-1383) (fils de l'empereur Go-Daigo). La scène où il mène une fameuse bataille près de la rivière Chikugo est représentée sur l'illustration de droite. Il est l'allié le plus fort et le plus fiable du prince Kanenaga dans sa lutte contre le Bakufu. Il a été aux prises avec une triple menace des armées d'Ashikaga Yoshinori, d'Ashikaga Takasaki et d'Ashikaga Tadaaki. Cette situation amène Takemitsu à lever le siège de Takasaki et à s'occuper lui-même de la défense de Daizaifu. Les trois armées cernent Daizaifu qui tombe sous leur contrôle avant la fin de septembre 1372. Takemitsu doit faire retraite et s'échapper à Chikugo avec le prince Kanenaga. Quand Takemitsu meurt, il laisse la défense loyaliste sans vrai chef éprouvé et son héritier Takemasa, soldat prometteur, meurt en 1374.
La bataille d'Oohobaru (bataille de la rivière Chikugo) :

« Quarante mille soldats qui suivent leur chef Kikuchi Takemitsu avancent en direction du nord en provenance de Kikuchi à Kumamoto avec le prince Kanenaga et affrontent l'armée de la dynastie du nord sur la rivière Chikugo. Kikuchi Takemitu commande à 5 000 soldats de traverser la rivière et d'installer un camp autour de l'actuelle ville de Miyase. Une unité de Kikuchi Takemitsu suit l'actuelle ligne de chemin de fer d'Oomuta vers le nord en direction d'Ajisaka. Mais les forces de la famille Shouni évitent le combat et se retirent en un endroit proche de l'actuelle gare de chemin de fer d'Ooho. Comme c'est le cas pour cette ligne de front, le blocage perdure pendant un mois et demi lorsqu'à minuit le 15 août, Takemitsu emmène finalement le corps des suicides au nombre de 3 000 hommes avec lui, se déplace rapidement sur le flanc est des forces des Syouni et les attaque des deux côtés. En peu de temps, 1 000 cavaliers dirigés par Kikuchi Takemasa arrivent sur place en renfort et la bataille d'Oohobaru commence. Bien que les deux armées se livrent à une lutte acharnée faite d'avancées et de reculs autour d'Ogoori, l'armée de Kikuchi enfonce progressivement l'armée des Shouni qui se retire le long de l'actuelle voie ferrée d'Amagi en direction du nord pour arriver à Yamakumahara qui s'étend sur l'actuel bourg de Tachiarai. Bien que l'armée Shoni essaye de réorganiser ses forces désemparées au mont Hanatateyama, elle se heurte au mont Houmanzan 15 km au nord car elle est dispersée du fait de la poursuite acharnée de l'armée Kikuchi qui ne lui laisse aucun répit. »

#### Kikuchi Takemasa

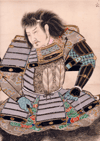
Kikuchi Takemasa.

Né le 6 juillet 1342 et fils ainé de Takemitsu, Kikuchi Takemasa, aussi connu sous le nom Kikuchi Jirō Takemasa, et son père combattent avec succès à Kyūshū contre la cour du Nord. Quand Imagawa Sadayo (1326-1420) devient le chef de l'armée adverse, les choses commencent à aller mal pour les Kikuchi. En novembre 1333, son père meurt et il devient chef du clan. Quand il apprend la mort de Takemitsu, Imagawa attaque et gagne de nombreuses batailles contre Takemasa qui sollicite alors l'aide d'Aso Koretaka qui devient l'un de ses plus fidèles obligés dans sa guerre contre le nord. Takemasa meurt juste un an après son père, le 26 mai 1374.

#### Kikuchi Taketomo (1363-1407)

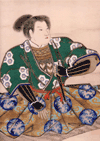
Kikuchi Taketomo.

Taketomo, fils ainé et héritier de Takemasa, devient le 17e chef du clan. Il écrit le Taketomo moshijo sur les ancêtres des Kikuchi. Il y dit que son ancêtre est Fujiwara no Michitaka et que Michitaka, descendant à la quatrième génération de Noritaka, est venu vivre à Higo. Il envoie un exemplaire de la généalogie au gouvernement. Cette décision a été expliquée par la position de faiblesse des Kikuchi à l'époque et l'espoir qu'en montrant une ascendance des Fujiwara, les Kikuchi obtiendraient un peu plus de prestige et de pouvoir. Chikanori, le père de Masanori, serait un descendant d'immigrants baekje. Taketomo apparaît dans Le Dit du Genji où dame Murakami l'appelle Chuwamono (« puissant meneur abandonné »).

#### Kikuchi Yoshiyuki (1482-1504)

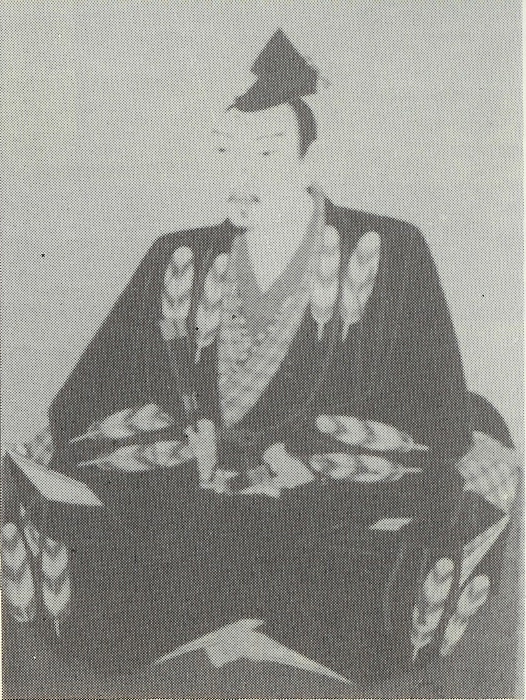
Kikuchi Yoshiyuki.

Yoshiyuki, le 22e chef du clan Kikuchi et son frère Masataka, le 23e chef de la famille, sont les derniers Kikuchi de la lignée originelle à diriger le clan. Le 24e chef, Taketsune, est adopté par le clan Asa.

#### Kikuchi Takekane (?-1532)

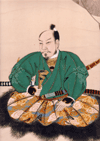
Kikuchi Takekane.

Il est le fils de Kikuchi Takeyasu qui est 4e dans l'ordre de succession de Kikuchi Takzumi, un des fils de Kikuchi Taketoki. Quand la lignée principale (lignée Takemitsu) rencontre des difficultés avec la succession, Takekane est adopté par une branche familiale et devient le 25e chef du clan Kikuchi.

#### Kikuchi Yuriko (1505-1554)
Il est le 26e et dernier chef du clan Kikuchi avant que la domination sur Higo n'aille aux Ōtomo, bien qu'il soit lui-même issu de ce clan.
Le chef de la famille Ōtomo, Ōtomo Yoshiaki, a placé son jeune frère Ōtomo Shigeharu comme héritier fictif de la famille Shugo à la riche tradition mais à présent éteinte, les Kikuchi de Higo. Le fils de Yoshiaki est le fameux Ōtomo Sōrin (大友 宗麟) (1530-1587). Kikuchi Yoshitake n'agit cependant pas du tout en marionnette, il fait le pari que les Ōuchi l'emporteront dans le nord de Kyūshū et prend les armes contre Yoshiaki. Mais il n'est pas de taille pour son frère ainé et se trouve mis sur la touche. En 1543, la mainmise d'Ōtomo Yoshiaki sur Higo est assez solide pour qu'il obtienne sa nomination comme shugo de cette province. Quand il récupère le château de Higo-Kumamoto, son obligé Akahoshi Chikaie (赤星親家) se range du côte des Ōtomo. Chikaie combat plus tard contre Kumabe Chikanaga, l'autre obligé de Yoshitake et meurt. Ōtomo Sōrin (Ôtomo Yoshishige), devient chef des Ôtomo en 1550 et son oncle, Kikuchi Yoshitake, déclare son indépendance à peu près au même moment. Sôrin va à sa rencontre et le défait en 1554, mettant ainsi un terme à la longue histoire du clan Kikuchi.

## Chefs de la famille Kikuchi
- Chikanori (親則)
- Masanori (政則)

1. Kikuchi Noritaka (菊池 則隆) (XIe) (père de Kikuchi)
2. Kikuchi Tsunetaka (菊池 経隆) (XIe)
3. Kikuchi Tsuneyori (菊池 経頼) (XIIe)
4. Kikuchi Tsunemune (菊池 経宗) (XIIe)
5. Kikuchi Tsunenao (菊池 経直) (XIIe)
6. Kikuchi Takanao (菊池 隆直) (?-1185)
7. Kikuchi Takatada (菊池 隆定) (XIIIe)
  - Kikuchi Takatsugu (菊池 隆継) (XIIIe)
8. Kikuchi Yoshitaka (菊池 隆能) (XIIIe)
9. Kikuchi Takayasu (菊池 隆泰) (XIIIe)
10. Kikuchi Takefusa (菊池 武房) (1245-1285) (r. 12??-1285)
  - Kikuchi Takamori (菊池 隆盛) (XIIIe-XIVe)
11. Kikuchi Tokitaka (菊池 時隆) (1287-1304) (r. 12??-1304
12. Kikuchi Taketoki (菊池 武時) (1292-1333) (r. 1304-1333)
13. Kikuchi Takeshige (菊池 武重) (1307-1338) (r. 1333-vers 1338)
14. Kikuchi Takehito (菊池 武士) (1321-1401) (r. 1338-vers 1345)
15. Kikuchi Takemitsu (菊池 武光) (1319-1373) (r. 1345-vers 1372)
16. Kikuchi Takemasa (菊池 武政) (1342-1374) (r. 1372-vers 1374)
17. Kikuchi Taketomo (菊池 武朝) (1363-1407) (r. 1374-vers 1407)
18. Kikuchi Kanetomo (菊池 兼朝) (1383-1444) (r. 1407-vers 1431)
19. Kikuchi Mochitomo (菊池 持朝) (1409-1446) (r. 1431-vers 1446)
20. Kikuchi Tamekuni (菊池 為邦) (1430-1488) (r. 1446-vers 1466)
21. Kikuchi Shigetomo (菊池 重朝) (1449-1493) (r. 1466-vers 1493)
22. Kikuchi Yoshiyuki (菊池 能運) (1482-1504) (r. 1493-vers 1504)
23. Kikuchi Masataka (菊池 政隆) (1491-1509) (r. 1504-vers 1505)
24. Kikuchi Taketsune (菊池 武経) (1480-1537) (r. 1505-vers 1511)
25. Kikuchi Takekane (菊池 武包) (?-1532) (r. 1511-vers 1520)
26. Kikuchi Yuriko (菊池 義武) (1505-1554) (r. 1520-vers 1554)

## Généalogie
```
Chikanori
   ┃
Masanori
   ┃
(1) Kikuchi Noritaka
   ┣━━━━━━━━━━━━━━━━━━━━━━━━━━━━━━━━━━━━┳━━━━━━━━━━━━━━━━━━━━━━━━━━━┓
(2) Tsunetaka (clan Hyodo -)    Yoritaka (clan Kojima -)    Masataka (clan Saigo, 西郷氏)
   ┃
(3) Tsuneyori
   ┃
(4) Tsunemune
   ┃
(5) Tsunenao
   ┣━━━━━━━━━━━━━━━━━━━━━━━━━━━━━━━━━━━━━━━━━┓
(6) 
Takanao
         (clan Akahoshi, 赤星氏)
   ┃
(7) Takatada
   ┃
Takatsugu
   ┃
(8) Yoshitaka
   ┣━━━━━━━━━━━━┳━━━━━━━━━━━━┳━━━━━━━━━━━━━━━━━━━━━━━━━━━━━━━━━━━━┓
(9) Takayasu          Takatsune (clan Jô, 城氏)        Takayori (clan Jô, 城氏)    
   ┣━━━━━━━━━━━━┳━━━━━━━━━━━━┳━━━━━━━━━━━━━━━━━━━━━┳━━━━━━━━━━━━━━━━━━━━━━━━━━━━━┳━━━━━━━━━━━━━━━━━┳━━━━━━━━┳━━━━━━━━┓
(10) Takefusa  Naotaka     Yoritaka    Aritaka (clan Akahoshi, 赤星氏)  (clan Wakamiya)         Takafuyu Yasunari Shigemune
   ┣━━━━━━━━━━━━┳━━━━━━━━━━━━┳━━━━━━━━━━━┳━━━━━━━━━━━┳━━━━━━━━━━━━┳━━━━━━━━━━┓
Takamori     Michitake    Takemoto    Takenari    Taketsune    Takekado   Takemura
   ┣━━━━━━━━━━━━┓
(11) Tokitaka  (12) Taketoki 
               ┣━━━━━━━━━┳━━━━━━━━┳━━━━━━┳━━━━━━━━┳━━━━━━━━┳━━━━━━┳━━━━━━━━━┳━━━━━━━━━━━┳━━━━━━━━━━━┳━━━━━━━━━━┳━━━━━━━━━━━━┳━━━━━━━┳━━━━━━┓
        (13) Takeshige  Yoritaka      (14) Takehito   Takeyoshi        Taketoshi  (15) Takemitsu              Takezumi      Takenao (clan Takase  -)       Taketoyo
                                                                                        ┃                    ┃              ┃
                                                                                (16) Takemasa               Takemoto      Takekuni
                                                                                        ┃                    ┃              ┃
                                                                                (17) Taketomo               Moritake      Takenaga (adopté par le clan, 林氏)  
                                                                                        ┃                    ┃              ┃
                                                                                (18) Kanetomo               Yasuharu      
Hayashi Narinaga
[
11
]
.
                                                                                        ┃                    ┃
                                                                                (19 )Mochitomo              Takeyasu
                                                                                        ┃                    ┃
                                                                                (20) Tamekuni            (25) Takekane
                                                                                        ┣━━━━━━━━┳━━━━━━━┓
                                                                                (21) Shigetomo   武邦     重安
                                                                                        ┃                ┃
                                                                                (22) Yoshiyuki      (23) Masataka
                                                                                        ┃┃
                                                                                (24) Taketsune (adopté par le clan Asa, 阿蘇氏)
                                                                                        ┃┃
                                                                                (25) Takekane (
from Takezumi line
[Traduire
 
passage]
)
                                                                                        ┃┃
                                                                                (26) Yoshitake (Ōtomo Shigeharu, 大友氏)
[
10
]
```

## Arbre familial en japonais

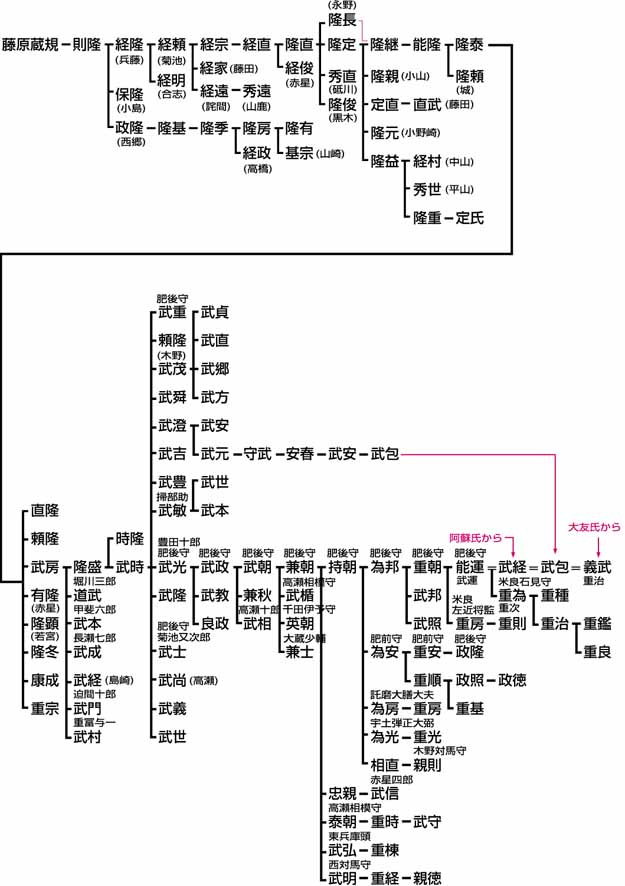
Cliquer pour agrandir

## Obligés
- Clan Akahoshi (赤星氏) : branche cadette du clan Kikuchi

Akahoshi Chikaie (赤星親家) (1514-1562)
Akahoshi Muneie (赤星統家) (1530-1619)
- Clan Kumabe (隈部氏)

Kumabe Chikanaga (隈部親永) (1516-1588)
Kumabe Chikayasu (隈部親泰)
- Clan Takezaki (竹崎氏)

Takezaki Suenaga (竹崎季長) (1236-1314)
- Clan Saigo (西郷氏) : branche cadette du clan Kikuchi
- Clan Jô (城氏) : branche cadette du clan Kikuchi

Jô Takeaki
- Clan Kashiki (鹿子木氏)
- Clan Udo (宇土氏)